# Columbia–Princeton Electronic Music Center (album)
Columbia–Princeton Electronic Music Center album je elektroničke glazbe koji je objavljen 1964. godine. Album je snimak koncerta izveden 9. i 10. svibnja 1961. godine u McMillin Theatreu (danas Miller Theatre) koji se nalazi na kampusu Sveučilišta Columbia. Stereo verzija je MS 6566, a monofona ML 5966. Izdavačka kuća New World Records izdala je 1998. godine nastavak zvan Columbia-Princeton Electronic Music Center 1961–1973. Bülent Arel jedini je skladatelj čija se djela nalaze na oba albuma.
Skladba Stereo Electronic Music No. 1 Bülenta Arela u potpunosti je elektronička, s artikuliranim signalima preko neprekidne pozadinske teksture. Skladba Leiyla and the Poet Halima El-Dabha „elektronička je drama” čiji tekst dolazi iz epa o Lejli i Medžnunu. Skladba se uglavnom sastoji od instrumentalnih i vokalnih zvukova manipuliranih na vrpci. Tekst skladbe Creation—Prologue Vladimira Ussachevskyja dolazi iz Enume Eliš, babilonskoga mita o stvaranju. Skladba je popraćena zborom i elektroničkom pratnjom. Skladba Composition for Synthesizer Miltona Babbitta u potpunosti je skladana na RCA Mark II Sound Synthesizeru Columbia–Princeton Electronic Music Centera. Skladba Electronic Study No. 1 Marioa Davidovskyja nastala je manipulacijom generatora sinusoida, kvadratnih valova i bijelih šumova. Skladba Gargoyles Otta Lueninga kombinira solo violinu s RCA Mark II Sound Synthesizerom uz pratnju vrpce.

## Popis skladbi

### Prva strana
| Br. | Skladba                         | Autor                | Trajanje |
| --- | ------------------------------- | -------------------- | -------- |
| 1.  | »Stereo Electronic Music No. 1« | Bülent Arel          | 10:28    |
| 2.  | »Leiyla and the Poet«           | Halim El-Dabh        | 5:20     |
| 3.  | »Creation—Prologue«             | Vladimir Ussachevsky | 8:09     |

### Druga strana
| Br. | Skladba                       | Autor            | Trajanje |
| --- | ----------------------------- | ---------------- | -------- |
| 1.  | »Composition for Synthesizer« | Milton Babbitt   | 10:36    |
| 2.  | »Electronic Study No. 1«      | Mario Davidovsky | 5:50     |
| 3.  | »Gargoyles«                   | Otto Luening     | 9:21     |